# Mayo-Lelewal
Mayo-Lelewal est un village du Cameroun situé dans la région de l'Adamaoua et le département de Mayo-Banyo. Il fait partie de la commune de Banyo et du lamidat de Banyo.

## Population

### Démographie
Lors du recensement de 2005, on y a dénombré 1 436 personnes.
D'après le plan communal de développement de la commune de Banyo daté de août 2015, Mayo-Lelewal compte 2 500 habitants dont 1 000 hommes et 1 500 femmes.
La population des enfants se répartit de la façon suivante : 
268 nourrissons (0 à 35 mois), 423  enfants (0 à 59 mois), 163 enfants (4 à 5 ans), 585 enfants (6 à 14 ans), 463 adolescents (12 à 19 ans), 868 jeunes (15 à 34 ans).

## Éducation
L'école publique du village compte 85 élèves dont 26 filles et 59 garçons. 1 enseignant contractuel et 1 maître parent ne disposent pas de salles de classe.

## Élevage et industries animales
1 centre zootechnique de contrôle et de santé vétérinaire est présent au village.

## Géographie

### Ressources naturelles
Le village dispose d'un lac : le Mayo Ngouguen.